# Bobangis
Pour les articles homonymes, voir Bobangi (homonymie).
Ne doit pas être confondu avec Bangala ou Bangi.
Les Bobangis, parfois appelés Bangala (pluriel de mongala/Ngala), sont une ethnie congolaise partagée entre la république démocratique du Congo et la république du Congo, originaire de la région entre le fleuve Congo et l’Ubangi en république démocratique du Congo (RDC). Ils étaient dans le passé de grand piroguiers et pêcheurs mais aussi des commerçants, guerriers ou redoutables pirates. Toute leur vie tournait autour des fleuves et rivières. Ngala est un ancien mot pour « pirate ». Ils contrôlaient le commerce fluvial au nord du Pool Malebo durant la période précoloniale.
Ils parlent le bobangi, le lingala classique ou d’autres langues et dialectes apparentés. Le lingala a largement dépassé les limites de la communauté bangala, et est parlé de Kisangani à Kinshasa. Il a considérablement évolué depuis ses origines, étant devenu une langue véhiculaire. Aujourd’hui le lingala est une langue très importante au Congo-Kinshasa et Congo Brazzaville. La musique congolaise en lingala est très renommée.

## Histoire
Les Bobangis sont originellement de Bobangi Esanga, et ont en partie émigré et se sont établis à Lukolela, Bolobo, Tchumbiri et Missongo. Certains villages de ces régions partagent leurs noms avec des villages de Bobangi Esanga. Dans la tradition orale, ces 5 groupements de villages partagent le même héros fondateur, Botoke. D'autres régions ou groupements de villages sont proches culturellement et linguistiquement, Bokonzi, Irebu, Likuba et Moye, mais leur appartenance au groupe bobangi est parfois contestée. Ces villages-ci ne possèdent leurs propres héros fondateurs dans leur tradition orale : le héros Ngobila pour Moye et Likuba ; Ekanda pour Irebu ; et Nkombo pour Bokonzi.